# Halogenação radical
Em química orgânica, a halogenação radical ou halogenação por radicais livres é um tipo de halogenação. Esta reação química é típica dos alcanos e aromáticos com substituintes alquilo, por aplicação de calor ou luz UV. A reação é usada na síntese industrial do clorofórmio (CHCl3), diclorometano (CH2Cl2) e hexaclorobutadieno, a qual procede por um mecanismo de radicais em cadeia.